# 安生寺
安生寺（あんじょうじ）は、奈良県五條市にある高野山真言宗の寺院。山号を神光山（しんこうさん）と称し、開山は役小角（えんのおづね）。本尊は十一面観世音菩薩。聖武天皇の勅願寺で、かつては七堂伽藍の山容を誇り、今も残る三本線の筋塀に当時の隆盛が偲ばれる。

## 歴史
開基1,300年、聖武天皇ゆかりの寺。
役小角による開山 神光山国生寺
飛鳥時代末期、41代持統天皇の時代、光に導かれて役小角がこの地にて国生明神と出会い、人々・国土を救わんがため神光山国生寺を開基する。
聖武天皇の誕生 十一面観音菩薩
42代文武天皇の時代、皇后が役小角に帰依し、皇子の誕生を願い、当寺の十一面観世音菩薩に祈願したところ、…果たして皇子を誕生するを得給わり、御悦び斜ならず…と、見事に第一皇子を授かり、安産で生まれた。この皇子こそ、のちの45代聖武天皇であった。
安生寺 子安観音
聖武天皇の誕生により、国生寺は安生寺と改称され、また本尊の十一面観世音菩薩は子安観音と呼ばれるようになる。
勅願寺 七堂伽藍
聖武天皇は即位後の天正9年（737年）、当寺を天地長久の勅願寺とし、七堂伽藍を建立した。天皇家ゆかりの寺院だけに許される三本線の筋塀が今も残り、当時を偲ばせる。
井上内親王 高齢出産のエピソード
聖武天皇の長女、井上内親王が、都から宇智の地（今の五條市）に向かう途中で産気づき、苦しんでいるところを国生明神の導きで当寺の子安観音に救いを求め、無事、皇子を安産で出産した。30歳過ぎで結婚し、37歳で酒人内親王（のちの桓武皇后）、45歳で他戸親王を出産した井上内親王、上記の若宮皇子を生んだのは57歳とされている。
弘法大師による再興
52代嵯峨天皇の時代、帰朝した空海が当寺に滞在し、七堂伽藍を再興し、六十餘堂の寺院を建立し、代々の天皇の勅願寺として栄えた。
2度の災禍
室町時代の前半、足利義満の頃、火災でほぼ全焼し、廃れる。のちに再興するも、室町時代末期、天文弘治の時、天下大いに乱れ、兵火にて再びほぼ全焼する。
復興

## 伽藍
本堂
本格的仏堂にして、三間四方四注本瓦葺で、向拝あり。寛永12年（1635年）建立（鬼瓦の銘より）
庫裏
入母屋造り、桟瓦葺き。江戸時代中期頃
行者堂（不動堂）

鐘楼

地蔵堂

土塀
三本線の入った筋塀が特徴。筋塀は天皇家にゆかりのある寺院にのみ許されるもの。当寺は奈良時代初め、天正9年（737年）、聖武天皇の命により、勅願寺とされている。

## 歴代住職
- 林真如
- 前弘海（後継住職、現安井寺住職）

## 文化財
- 追儺の面 鬼三面、毘沙門天二面

　※安生寺に伝わる、五色人（黄人、赤人、青人、黒人、白人）の鬼の面。　室町時代頃の作とされていますが、古文書によると役行者が自ら彫り上げた5つの鬼の面が原型のようです。
- 十一面観世音菩薩像（本尊）
- 梵鐘（享保14年、1729年）戦時供出・のちに再建
- 役行者像（室町末期）

ほか。

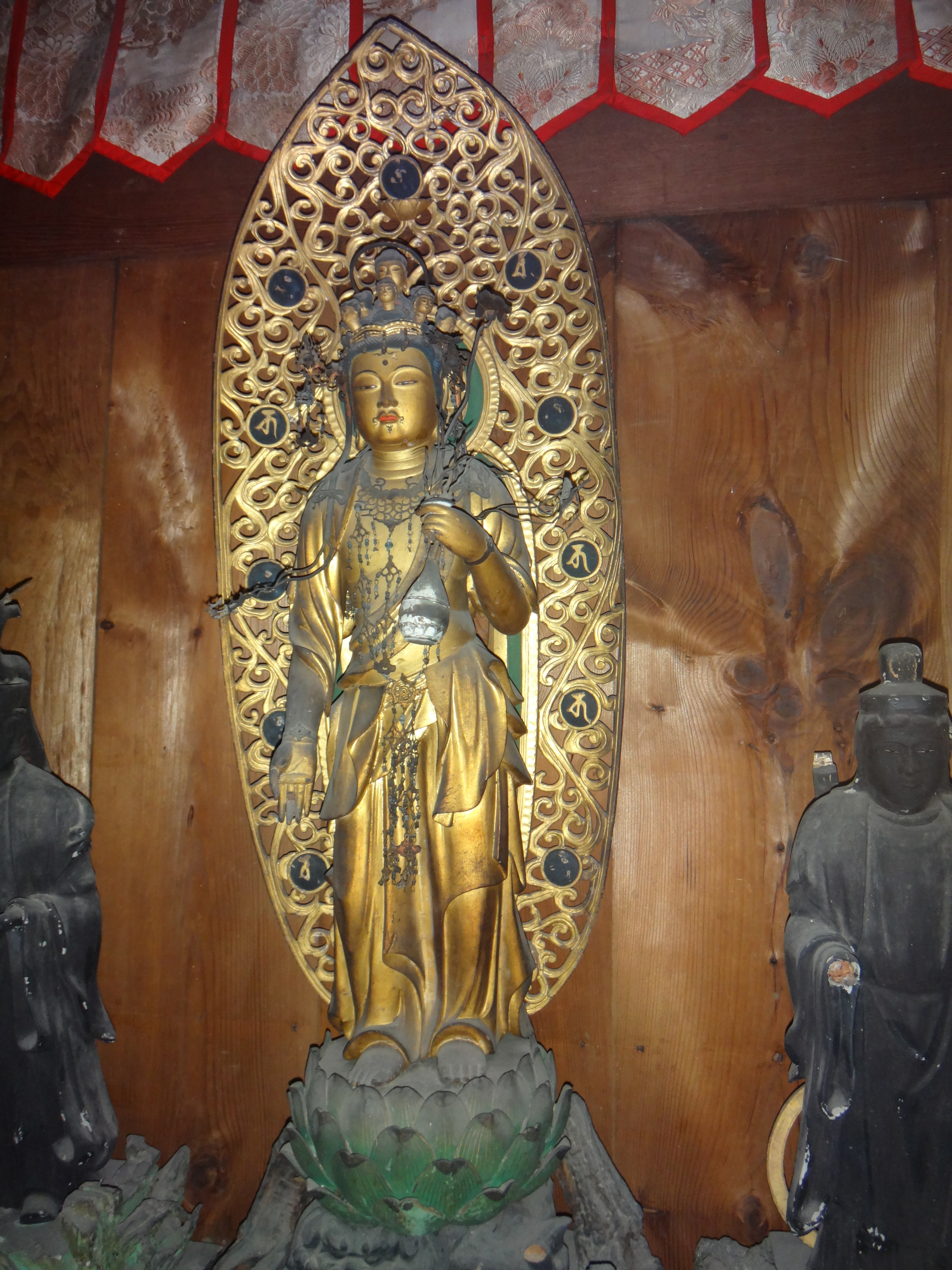
十一面観世音菩薩像
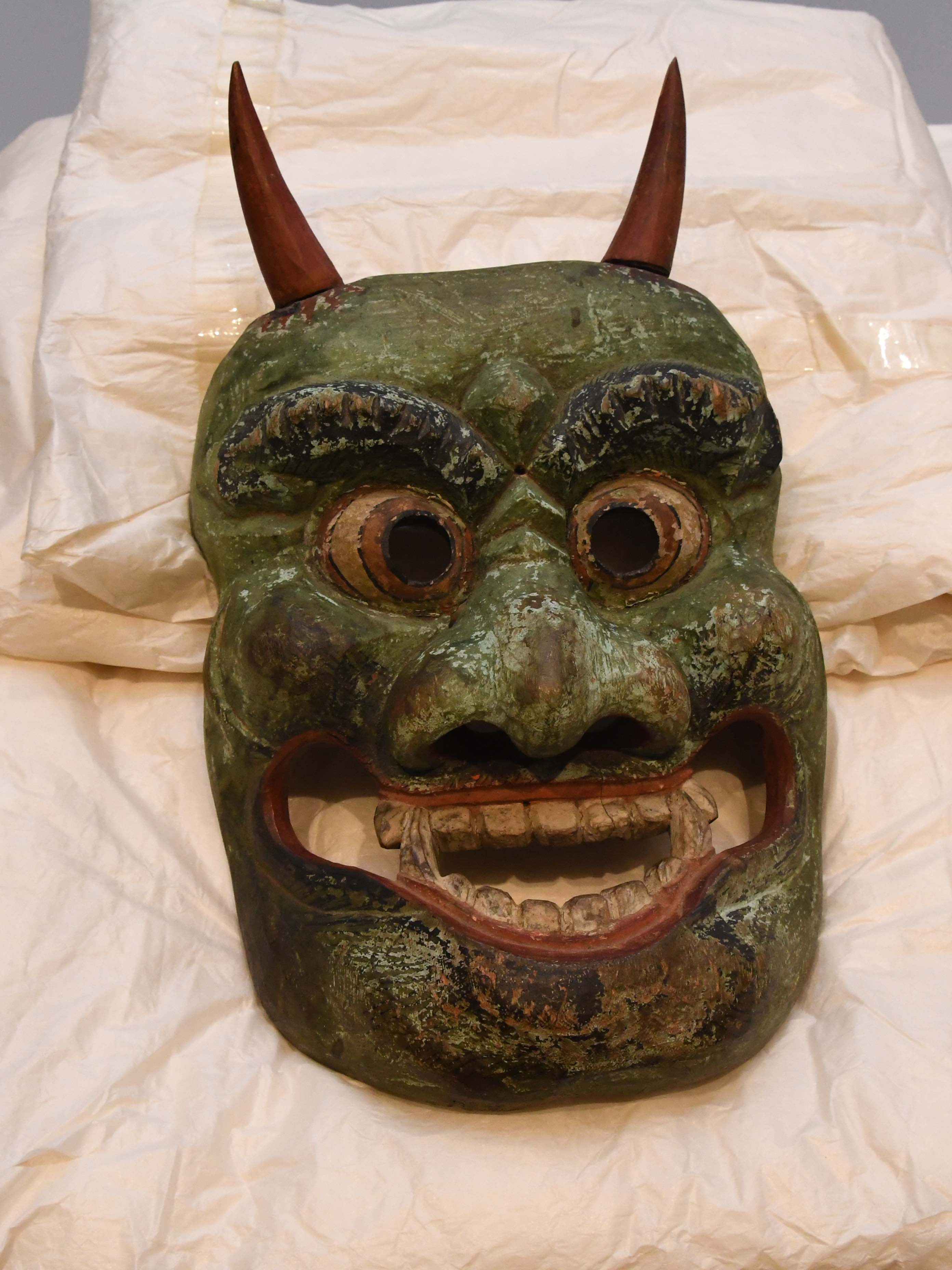
青鬼
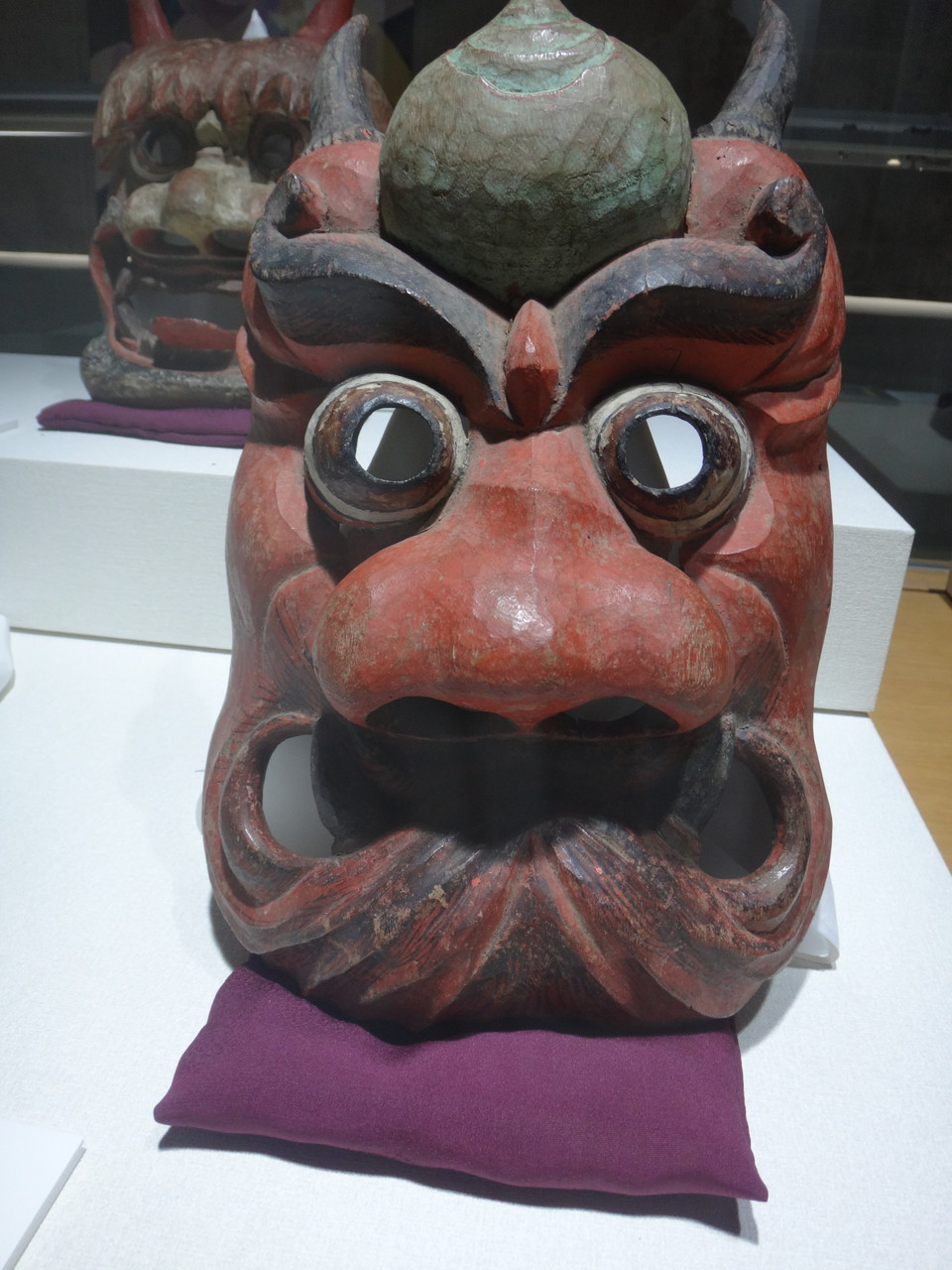
赤鬼
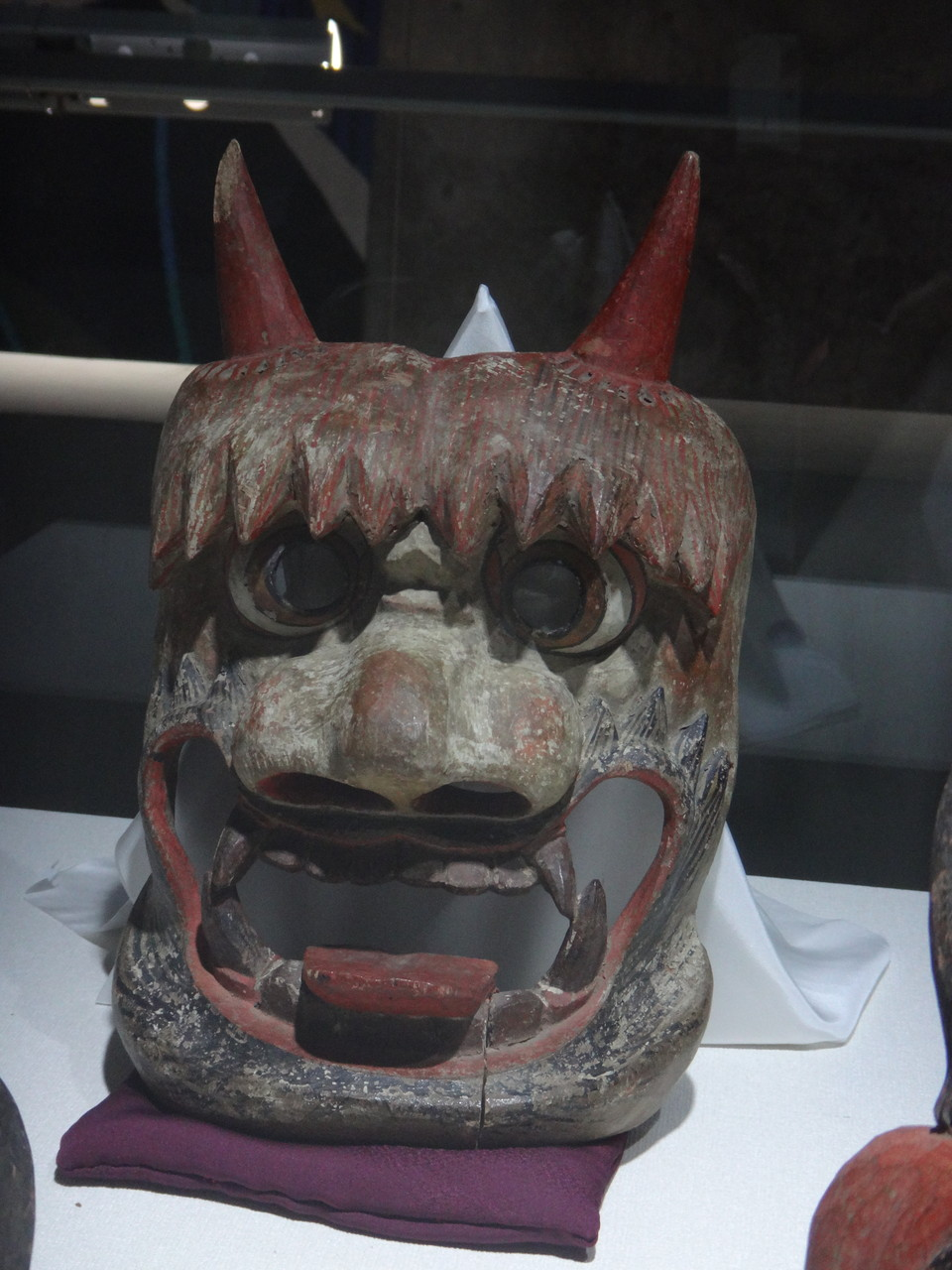
白鬼
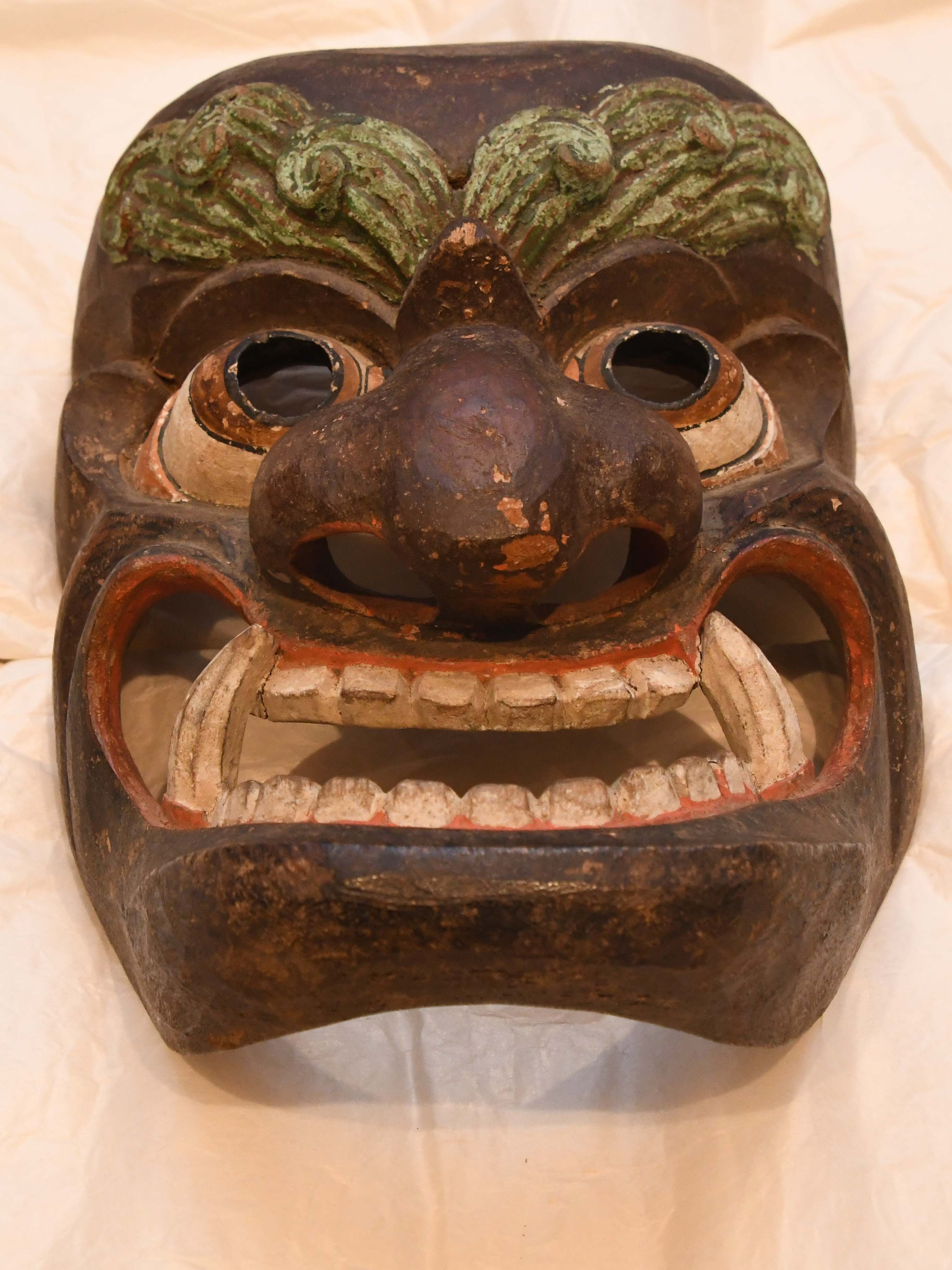
毘沙門天（黒人）
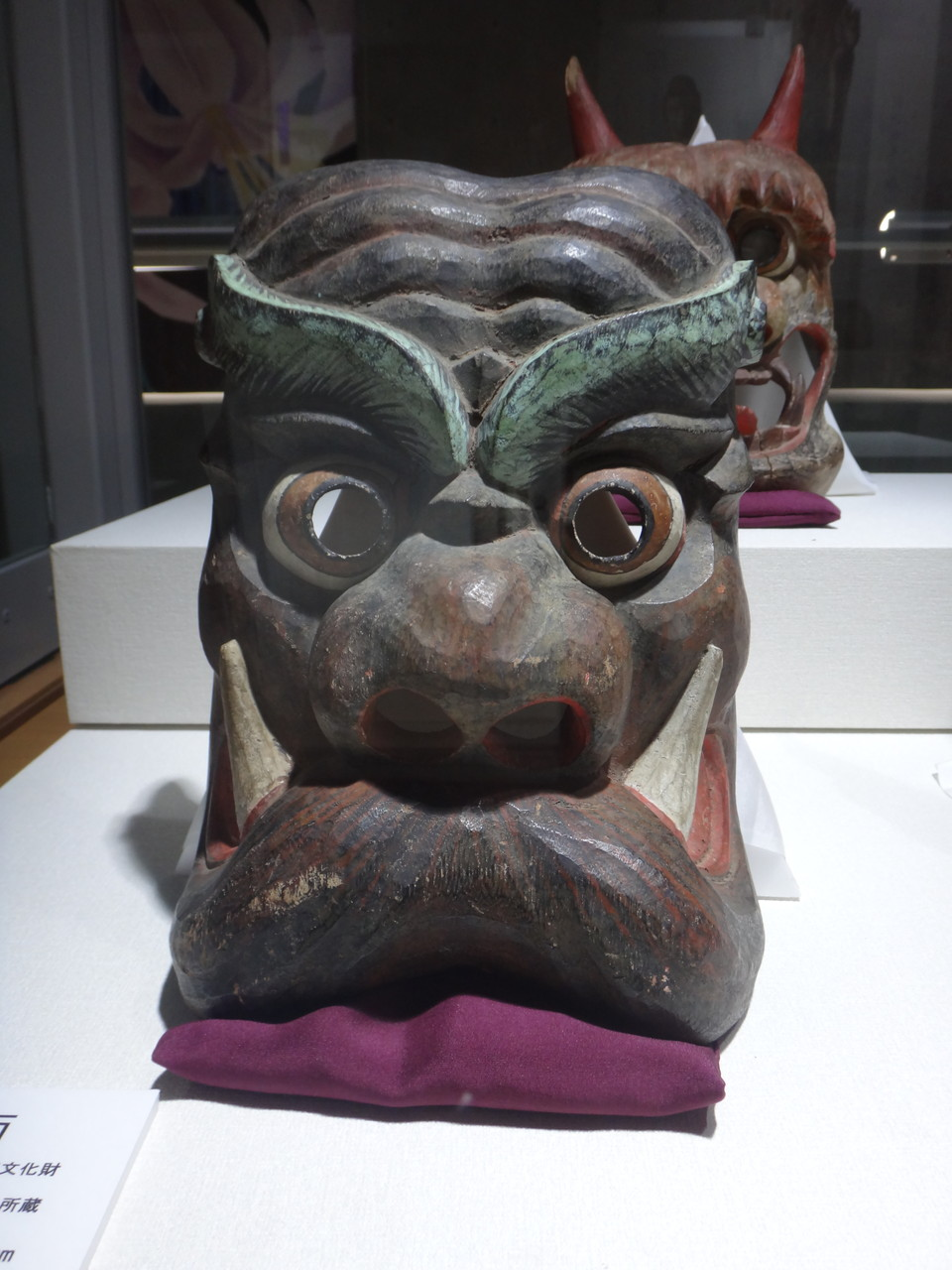
毘沙門天（黄人）

## 交通
公共交通機関
JR和歌山線五条駅から徒歩20分 タクシー5分
道路
京奈和自動車道五條北ICもしくは五條ICから、いずれも車で8分
国道24号今井3丁目交差点を南下200 m
駐車場
専用駐車場